# Прайс (окръг)
Вижте пояснителната страница за други значения на Прайс.
Окръг Прайс (на английски: Price County) е окръг в щата Уисконсин, Съединени американски щати. Площта му е 3310 km², а населението - 14 054 души (1 април 2020). Административен център е град Филипс.